# Radula pseudoscripta
Radula pseudoscripta är en bladmossart som beskrevs av M.A.M.Renner. Radula pseudoscripta ingår i släktet radulor, och familjen Radulaceae. Inga underarter finns listade i Catalogue of Life.